# Julia (pel·lícula de 1977)
Julia és una pel·lícula estatunidenca dirigida l'any 1977 per Fred Zinnemann. Va rebre 3 Oscars: al millor actor secundari (Jason Robards), actriu secundària (Vanessa Redgrave), i guió adaptat (Alvin Sargent); també 4 Premis BAFTA al millor guió, fotografia, actriu, i pel·lícula. Ha estat doblada al català.

## Repartiment
- Jane Fonda: Lillian Hellman
- Vanessa Redgrave: Julia
- Jason Robards: Dashiell Hammett
- Maximilian Schell: Johann
- Hal Holbrook: Alan Campbell
- Rosemary Murphy: Dorothy Parker
- Meryl Streep: Anne Marie
- Dora Doll: Woman Passenger
- Elisabeth Mortensen: La jove viatgera
- John Glover: Sammy
- Lisa Pelikan: Julia (jove)
- Cathleen Nesbitt: L'àvia

## Nominacions
- César a la millor pel·lícula estrangera